# ببین کی برگشته
ببین کی برگشته (آلمانی: Er ist wieder da) فیلمی در ژانر کمدی به ارگردانی داوید وننت است که در سال ۲۰۱۵ میلادی منتشر شد. از بازیگران آن می‌توان به کاتیا ریمان، توماس تیمه، نینا پرول، و خیرت ویلدرس اشاره کرد.
این فیلم براساس رمان او بازگشته است نوشتهٔ تیمور ورمش است که داستانی دربارهٔ آدولف هیتلر است.
ببین کی برگشته یکی از هشت فیلم نامزد برای نمایندگی آلمان در جایزه اسکار بهترین فیلم خارجی‌زبان در هشتاد و نهمین دوره جوایز اسکار بود ولی در نهایت انتخاب نشد.